# Bleach: Memories of Nobody
Bleach: Memories of Nobody (劇場版 BLEACH MEMORIES OF NOBODY (げきじょうばん ブリーチ メモリーズ オブ ノーバディ) Gekijōban Burīchi: Memorīzu Obu Nōbadi?) es  la primera película  de Bleach, que se estrenó en el 16 de diciembre del 2006 en Japón. Más tarde, el 5 de septiembre, la película fue llevada a DVD. La historia de esta película es totalmente independiente del manga. Fue dirigida por Noriyuki Abe y escrita por Masashi Sogo. Tiene una duración cercana a los 90 minutos. Para promocionar la película, los openings y los endings de los capítulos 106 y 109 del anime contienen imágenes de la película. El tema musical de la película es "Sen no Yoru wo Koete" (千の夜をこえて, Pasando miles de noches) por Aqua Timez.

## Frases de la película
Estos son las frases más célebres de la película y también aparecen en numerosos trailers que aparecieron antes del estreno de la película.
- Una hora queda para que los mundos colapsen (世界崩壊まで残り一時間。 Sekai hōkai made nokori ichijikan.?)
- Shinigami, protege el mundo (死神たちよ、世界を護れ。 Shinigami-tachi yo, sekai o mamore.?)
- Shinigami, libera tu espíritu (死神たちよ魂を解き放て。 Shinigami-tachi yo tamashii o tokihanate.?)

## Argumento
Después de regresar de la Sociedad de Almas y estando en el mundo humano, específicamente en la ciudad Karakura, Ichigo Kurosaki y Rukia Kuchiki son atacados por una gran cantidad de almas desconocidas. Mientras Ichigo y Rukia se encontraban rodeados por estos espíritus, aparece un shinigami llamado Senna, una chica de pelo morado y ojos anaranjados, quien destruye fácilmente a los espíritus con su shikai. Como Senna niega responder pregunta alguna por parte de Ichigo, este último se ve obligado a seguirla.       
Mientras tanto, en la Sociedad de Almas ocurre un misterioso incidente: el escenario del mundo humano será proyectado en el cielo de la Sociedad de Almas. Una alerta de disposición oficial de primera clase es enviada al Gotei 13. Tōshirō Hitsugaya, capitán de la décima división, y Rangiku Matsumoto, teniente de la décima división, llega al mundo humano para investigar sobre el tema y se encuentran con Ichigo. En el almacén Urahara, Kisuke Urahara les explica que la dimensión que une la Sociedad de Almas y el mundo humano, conocido como el valle de los alaridos, se ha expandido de tal manera que ha conectado los dos mundos. 
Kisuke explica también que las almas que anteriormente había visto Ichigo se llaman "Blanks", los cuales son almas que se han perdido entre el camino entre los mundos y además su memoria. El valle de los gritos es el lugar en donde viven los Blanks, pero ellos solos no pueden expandir la dimensión en donde viven. Con la memoria perdida de los Blanks, se puede crear un "Rosario de la memoria", artefacto aún desconocido.    
No obstante, Senna revela a Ichigo que ella misma es el rosario de la memoria. Justo en ese momento, aparece uno grupo denominado "Dark Ones", quienes se llevan a Senna después de un inútil esfuerzo por parte de Ichigo y los shinigamis de la Sociedad de Almas por detenerlos.
Una vez dentro del Valle de los Alaridos, los Dark Ones cuentan que ellos una vez fueron shinigamis pero fueron exiliados y tuvieron que vivir en el valle de los gritos. Como Senna está compuesta por memorias perdidas, los cuales atren a los Blanks, los Dark Ones pretenden causar una reacción que colapse la Sociedad de Almas junto con el Mundo Humano para así vengarse de lo que les hicieron. 
Ichigo y Rukia entran al valle de las pesadillas a través de un portal que está dentro de un río. Una vez abierto el portal en el mundo humano, el proceso que destruirá los dos mundos se completará en una hora. Rukia pide refuerzos a la Sociedad de Almas. 
Una vez dentro del valle, Ichigo es atacado con un gran número de Blanks. Ichigo es rescatado por Kenpachi Zaraki, capitán de la undécima división, con su teniente Yachiru Kusajishi en sus espaldas. Más tarde llegan casi todos los tenientes y capitanes, compuesto por Suì-Fēng (capitana de la segunda división), Tōshirō Hitsugaya (capitán de la décima división), Iduru Kira (teniente de la tercera división), Byakuya Kuchiki (capitán de la sexta división), Rangiku Matsumoto (teniente de la décima división), Tetsuzaemon Iba (teniente de la séptima división), Shūhei Hisagi (teniente de la novena división), Ikkaku Madarame (tercer oficial de la undécima división) e Yumichika Ayasegawa (quinto oficial de la undécima división). Los capitanes y los tenientes se enfrentan con los Dark Ones, dejando a Ichigo peleando solo contra el líder de los Dark Ones llamado Ganryu. Una batalla de grandes proporciones da comienzo, lo cual no impide que los shinigamis obtengan la victoria. Después de una dura batalla, Ichigo derrota finalmente a Ganryu.  
Después de haber detenido la destrucción del valle de los gritos, el proceso de destrucción de la Sociedad de Almas y del mundo humano continúa y sus efectos aún persisten. Senna, ahora en las manos de los Blanks, le dice a Ichigo que para evitar que la Sociedad de Almas y el mundo de los vivos colapsen, ella tiene que usar todos sus poderes y sacrificar así su vida.
Extremadamente débil, Senna le pide a Ichigo que la lleve hasta su tumba. Aunque el nombre de Senna no estaba grabado en la tumba, Ichigo le dice a Senna que su nombre sí está grabado. Satisfecha de su existencia y de haber conocido a Ichigo, Senna desaparece. Rukia explica que una vez que los poderes de los Blanks hayan desaparecido, Senna también desaparecería junto con los Blanks. Después de la muerte de Senna, Ichigo queda visiblemente triste por lo sucedido y recuerda los momentos que pasó junto con Senna.
Al final de los créditos se ve a una chica idéntica a Senna (solo que con el cabello suelto) pasar ante Ichigo lo cual da la idea de que de Senna sigue viviendo, o de que al menos Ichigo no la olvido incluso luego, de ser sus recuerdos, sobre todo lo sucedido, borrados.